# Lycopodium casuarinoides
Lycopodium casuarinoides är en lummerväxtart som beskrevs av Antoine Frédéric Spring. Lycopodium casuarinoides ingår i släktet lumrar, och familjen lummerväxter. Inga underarter finns listade i Catalogue of Life.